# Kà Dăng
Kà Dăng là một xã thuộc huyện Đông Giang, tỉnh Quảng Nam, Việt Nam.
Xã Kà Dăng có diện tích 74,96 km², dân số năm 2019 là 1.882 người, mật độ dân số đạt 25 người/km².